# Mohammad Abu Hasheesh
Mohammad Ali Hasan Abu Hasheesh (arabisch مُحَمَّد عَلِيّ حَسَن أَبُو حَشِيش; * 9. Mai 1995) ist ein jordanisch-irakischer Fußballspieler.

## Karriere

### Verein
Ende Januar 2020 wechselte er von al-Baqaa zum al-Salt SC. Hiernach ging es für ihn dann Anfang 2022 weiter zu al-Wehdat und ein Jahr später in den Irak zu al-Zawraa wechselte. Nach einem halben Jahr hier, ging es für ihn im Juli 2023 aber bereits weiter in den Libanon zu al-Ahed, wo er auch nun wieder international Einsätze sammeln konnte.
Im Februar 2024 kehrte er dann auch wiederum in den Irak zurück, wo er nun für Naft Al-Wassat und später ab Juli beim Zakho SC spielte. Seit Anfang August 2025 steht er mittlerweile bei al-Karma unter Vertrag.

### Nationalmannschaft
Er debütierte am 7. September 2021 für die A-Nationalmannschaft, wo er bei einem 2:1-Freundschaftsspielsieg über Bahrain in der Startelf stand und auch über die volle Spielzeit auf dem Platz aktiv war. Nach weiteren Freundschaftsspielen war dann der Arabien-Pokal 2021 seine erste richtige Turnier-Nominierung, hier wurde er in allen Partien seiner Mannschaft zum eingesetzt und erreichte mit ihr das Viertelfinale.
Nebst weiterer Freundschaftsspieleinsätze kam er 2022 noch bei zwei Qualifikationsspielen für die Asienmeisterschaft 2023 zum Einsatz. Nach ersten Quali-Spielen für die WM 2026 gehörte er dann auch mit zum finalen Turnierkader bei der Asienmeisterschaft 2024 und gehörte hier mit zur Stammelf, mit der das Finale erreichte, wo man später Katar unterlag. Auch in den weiteren folgenden WM-Quali Spielen war er ein wichtiger Spieler und schaffte mit seiner Mannschaft so die erstmalige Qualifikation für eine Weltmeisterschaft.